# Post 11-S
El término Post 11-S hace referencia al cambio en el estilo de vida que tuvo la gente que vive en Estados Unidos tras los atentados del 11 de septiembre de 2001.

## Desconfianza
Muchas actividades anteriores a aquel 11 de septiembre que se consideraban normales, o en todo caso excéntricas, ahora son miradas con recelo; especialmente cualquiera relacionada con el mundo árabe. Buena prueba de esto fue el que las fuerzas de seguridad sacaran a seis musulmanes de un avión por orar antes del vuelo, ya que se consideraba una «conducta sospechosa». También, varias agencias del gobierno estadounidense han pedido a la gente denunciar determinados comportamientos o carteles de gente árabe que los expongan en zonas públicas. También han pedido el estar atento ante este tipo de personas, y si se observa algún comportamiento sospechoso, denunciarlo.

## Violencia discriminatoria
Desde el 11-S, han aumentado los ataques hacia la gente de ascendencia árabe, musulmán, sij y pakistaní con agresiones, robos e incluso incendios en Estados Unidos. Con el fin de combatir dicha discriminación, el Departamento de Justicia de los Estados Unidos introdujo una iniciativa llamada Initiative to Combat Post-9/11 Discriminatory Backlash, la cual se busca mitigar los efectos de dicho sesgo.

## Departamento de Seguridad Nacional
El gobierno estadounidense creó el Departamento de Seguridad Nacional de los Estados Unidos (en inglés Department of Homeland Security) en respuesta a los ataques del 11 de septiembre. Este departamento se encarga de proteger el territorio estadounidense ante amenazas terroristas o catástrofes naturales.
Con aproximadamente 184.000 empleados, el DHS es el tercer gabinete más grande del gobierno, superado por el Departamento de Defensa y el Departamento de Asuntos Veteranos. El cuerpo policial de este gabinete es controlado desde la Casa Blanca por el Consejo de Seguridad Nacional. Otros organismos con responsabilidades de seguridad importante son el Departamento de Salud y Servicios Humanos, el Departamento de Justicia, y el Departamento de Energía.

## Fotografías
Después del ataques al World Trade Center, la gente que ha hecho fotografías en lugares públicos ha tenido más problemas de lo normal, ya que se consideran «sospechosos». En 2004 el metro de la ciudad de Nueva York intentó prohibir una fotografía de su interior, pero hubo una fuerte oposición y finalmente se denegó su petición.

## Política
Los ataques condujeron a cambios importantes y generalizados en la política de EE. UU. y la política exterior. A nivel nacional, ambas partes se reunieron con el presidente George W. Bush después de los ataques, aprobaron la Ley Patriota y el apoyo a la Guerra de Afganistán.

También no debemos olvidar los acontecimientos más vívidos de la historia reciente. El 11 de septiembre 2001, Estados Unidos se sentía vulnerable - incluso a las amenazas que se reúnen en el otro lado del planeta. Decidimos entonces, y estamos resueltos a día de hoy, hacer frente a cualquier amenaza, de cualquier origen, que pueda traer súbito terror y sufrimiento a los Estados Unidos.También no debemos olvidar los acontecimientos más vívidos de la historia reciente.
George W. Bush. El presidente habla sobre la amenaza iraquí el 7 de Octubre de 2002 en Cincinnati, Ohio.

## Censura
Películas y programas televisivos anteriores a 2001 en los que salía el World Trade Center han sido modificados. Un ejemplo es el episodio de la serie animada Los Simpson The City of New York vs. Homer Simpson, en el que salen las dos torres como escenario principal.
Después del 11-S, la empresa de comunicaciones Clear (propietaria de más de 1000 emisoras de radio en los EE. UU.) publicó una lista de canciones consideradas «inapropiadas». Las canciones no estaban totalmente prohibidas, pero aconsejaron no reproducirlas durante ese tiempo.